# Selles-Saint-Denis
Selles-Saint-Denis är en kommun i departementet Loir-et-Cher i regionen Centre-Val de Loire i de centrala delarna av Frankrike. Kommunen ligger i kantonen Salbris som tillhör arrondissementet Romorantin-Lanthenay. År 2022 hade Selles-Saint-Denis 1 340 invånare.

## Befolkningsutveckling
Antalet invånare i kommunen Selles-Saint-Denis
| Referens: INSEE |